# Janja Garnbret

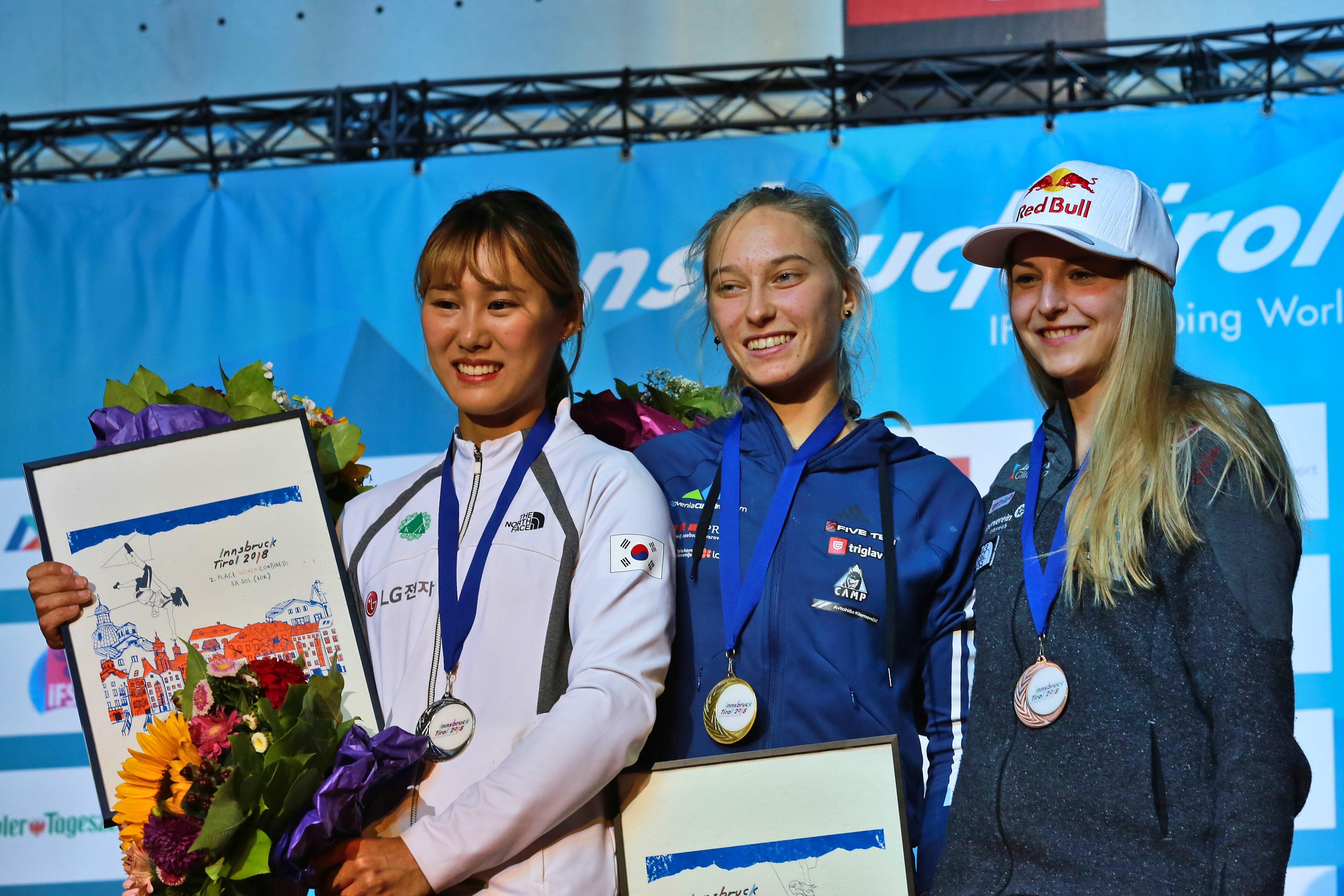
MŚ 2018. Podium we wsp. łącznej. Stoją od lewej; Sa Sol KOR (2 m.), Janja Garnbret SLO (1 m.) oraz Jessica Pilz AUT (3 m.)

Janja Garnbret (ur. 12 marca 1999 w Šmartnie pri Slovenj Gradcu) – słoweńska wspinaczka sportowa. Specjalizuje się w boulderingu, prowadzeniu oraz we wspinaczce łącznej. Sześciokrotna mistrzyni świata we wspinaczce sportowej. Mistrzyni Europy we wspinaczce sportowej w konkurencji łącznej z Monachium z 2017, Mistrzyni Olimpijska z Tokio 2020 oraz Paryża 2024.

## Kariera juniorska
Garnbret rozpoczęła swoją przygodę ze wspinaczką w wieku 7 lat, kiedy to rodzice po raz pierwszy zabrali ją na publiczną ściankę wspinaczkową w parku w jej rodzinnym mieście. Oprócz wspinaczki, Janja uprawiała również wiele innych sportów, w tym lekkoatletykę, tenis i taniec.
W 2013 roku, wieku 14 lat dostała się do reprezentacji Słowenii. Sezon zakończyła tytułem podwójnym tytułem Mistrzyni Europy Juniorek w kategorii B- w boulderingu i prowadzeniu. Garnbret obroniła tytuły w 2014 i 2015 roku, tym razem w kategorii A. Również w 2014 roku zdobyła swój pierwszy tytuł MŚ - złoty medal w prowadzeniu na Mistrzostwach Świata Juniorów w boulderingu i prowadzeniu. W ciągu kolejnych dwóch lat wygrała Mistrzostwa Świata Juniorów w boulderingu i prowadzeniu.

## Kariera seniorska
Multimedalistka we wspinaczce sportowej w konkurencji; boulderingu, prowadzenia oraz we wspinaczce łącznej:
- Mistrzostwa świata:
  - mistrzostwo świata  (4x) – 2016, 2018, 2019, 2023
  - wicemistrzostwo świata  (2x) – 2018, 2023
- Mistrzostwa Europy:
  - mistrzostwo Europy (2x) – 2017, 2022
  - wicemistrzostwo Europy (2x) – 2015, 2017.

Uczestniczka World Games we Wrocławiu w 2017, gdzie zdobyła srebrny medal w prowadzeniu. Wielokrotna uczestniczka, medalistka prestiżowych zawodów wspinaczkowych Rock Master we włoskim Arco, gdzie zdobyła ogółem 6 medali; w tym 3 złote, 1 srebrny i 2 brązowe.
W 2019 roku w japońskim Hachiōji zdobyła trzy złote medale oraz obroniła tytuł mistrzyni świata z 2018 we wspinaczce łącznej czym zapewniła sobie awans, (kwalifikację) na IO 2020 w Tokio.
W 2021 roku na Igrzyskach w Tokio wywalczyła złoty medal. Z racji tego, że dyscyplina ta debiutowała w Tokio, została pierwszą w historii złotą medalistką we wspinaczce sportowej. W 2024 na Igrzyskach w Paryżu Garnbret obroniła tytuł, zdobywając złoty medal w dwuboju wspinaczkowym (bouldering + prowadzenie). 

## Osiągnięcia

### Puchar Świata
| Konkurencje       | 2015 | 2016 | 2017 | 2018 | 2019 | 2021 | 2022 | 2023 | 2024 |
| Bouldering        | —    | 17   | 2    | 4    | 1    | 1    | 1    | 2    | 2    |
| Prowadzenie       | 7    | 1    | 1    | 1    | 2    | 2    | 18   | 8    | 5    |
| Wsp. na czas      | —    | —    | —    | 57   | 47   | 12   | —    | —    | —    |
| Wspinaczka łączna | —    | 1    | 1    | 1    | 1    | —    | —    | —    | —    |

### Mistrzostwa świata
| Konkurencje       | 2016 | 2018 | 2019 | 2023 |
| Bouldering        | —    | 1    | 1    | 2    |
| Prowadzenie       | 1    | 2    | 1    | 1    |
| Wsp. na czas      | —    | 23   | 28   | —    |
| Wspinaczka łączna | —    | 1    | 1    | 1    |

### Mistrzostwa Europy
| Konkurencje       | 2015 | 2017 | 2019 | 2022 |
| Bouldering        | —    | 2    | —    | 1    |
| Prowadzenie       | 2    | 4    | —    | 1    |
| Wsp. na czas      | —    | 32   | —    | —    |
| Wspinaczka łączna | —    | 1    | —    | 1    |

### World Games
| Konkurencje | 2017 |
| Prowadzenie | 2    |

### Rock Master
| Konkurencje | 2016 | 2017 | 2018 |
| Prowadzenie | 3    | 3    | 1    |
| Duel        | 1    | 2    | 1    |